# لمور پشمالوی شرقی
لمور پشمالوی شرقی (نام علمی: Avahi laniger) نام یک گونه از تیره ایندیریان است. این لمور در فهرست گونه‌های آسیب‌پذیر اتحادیه بین‌المللی حفاظت از محیط زیست طبقه‌بندی شده‌است.

## نگارخانه

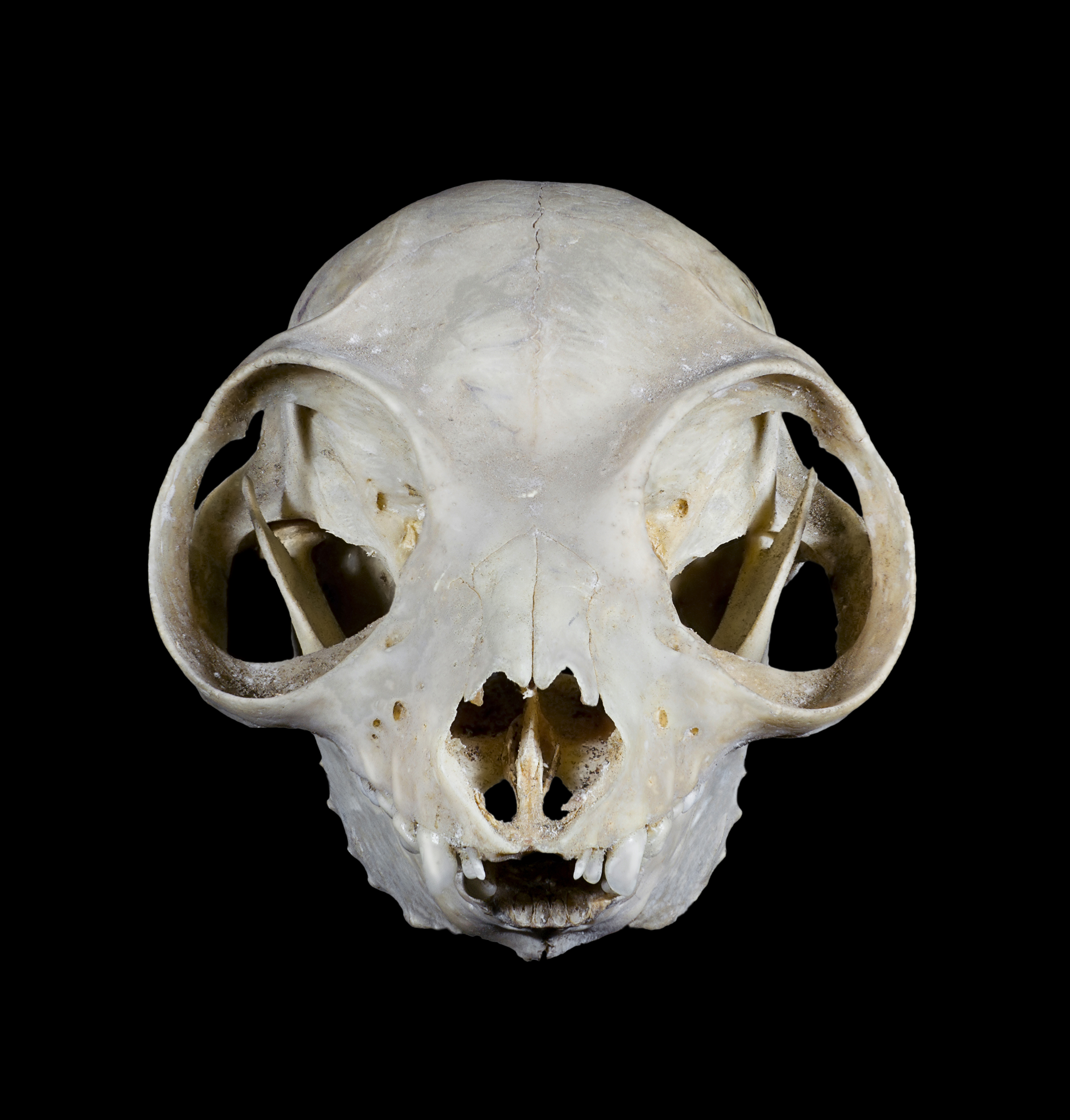
نگاره‌ای از اسکلت سر لمور پشمالوی شرقی
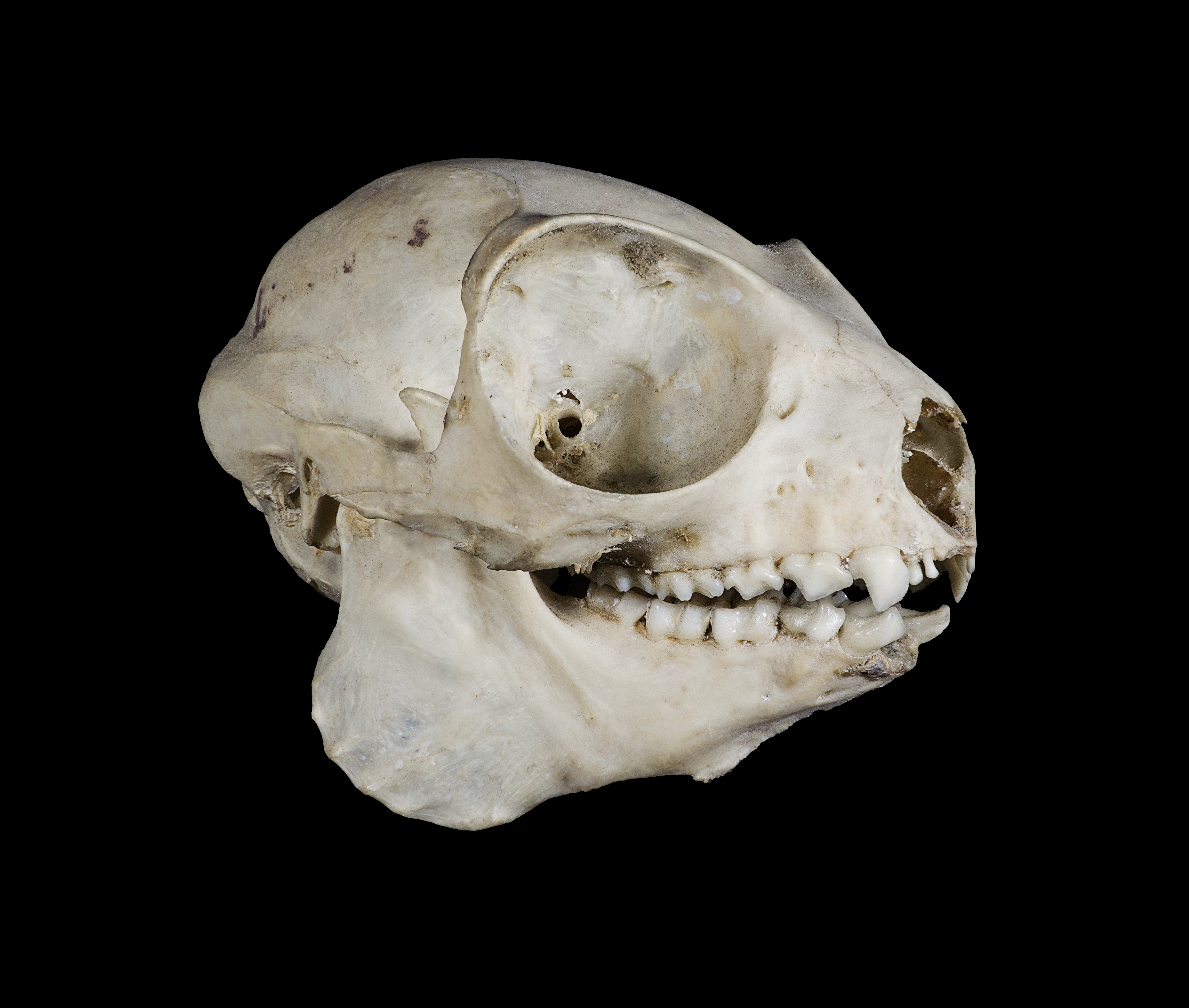
نگاره‌ای از اسکلت نیم‌رُخ